# Killer micro
killer micro（キラー・マイクロ）とは、ミニコンピューター、メインフレーム、またはスーパーコンピューターを性能面で凌駕する、マイクロプロセッサーベースのコンピューターのことである。もともとこの言葉は、超並列プロセッサー（MPP）によってバイポーラ技術によって組み立てられたベクタースーパーコンピューターを置き換えるものを意味していた。これらのシステムは、アムダールの法則に従えばアプリケーションが大きく並列化しないことが予想されたため、初めは懐疑の目を向けられていた。しかし、初期のnCUBEなどの成功やムーアの法則に従ったマイクロプロセッサーの性能の急速な向上に伴って、従来のシステムをすぐに置き換えていった。
Eugene Brooks（ローレンス・リバモア国立研究所所属）は、Supercomputing 1990において、"Attack of the Killer Micros"という講演を行った。この公演名は、おそらくAttack of the Killer Tomatoesというカルト映画から名付けられている。